# Otis (Kansas)
Otis és una població dels Estats Units a l'estat de Kansas. Segons el cens del 2000 tenia 325 habitants.

## Demografia
Segons el cens del 2000, Otis tenia 325 habitants, 148 habitatges, i 92 famílies. La densitat de població era de 418,3 habitants/km².
Dels 148 habitatges en un 30,4% hi vivien nens de menys de 18 anys, en un 52% hi vivien parelles casades, en un 6,1% dones solteres, i en un 37,8% no eren unitats familiars. En el 35,1% dels habitatges hi vivien persones soles el 22,3% de les quals corresponia a persones de 65 anys o més que vivien soles. El nombre mitjà de persones vivint en cada habitatge era de 2,2 i el nombre mitjà de persones que vivien en cada família era de 2,82.
Per edats la població es repartia de la següent manera: un 22,2% tenia menys de 18 anys, un 10,2% entre 18 i 24, un 21,8% entre 25 i 44, un 24,6% de 45 a 60 i un 21,2% 65 anys o més.
L'edat mediana era de 43 anys. Per cada 100 dones de 18 o més anys hi havia 94,6 homes.
La renda mediana per habitatge era de 27.109 $ i la renda mediana per família de 35.625 $. Els homes tenien una renda mediana de 26.875 $ mentre que les dones 18.929 $. La renda per capita de la població era de 14.290 $. Entorn del 4,5% de les famílies i el 6,5% de la població estaven per davall del llindar de pobresa.

## Poblacions més properes
El següent diagrama mostra les poblacions més properes.